# Чудова інсинуація
«Чудова інсинуація» (англ. The Gorgeous Hussy) — американська історична драма режисера Кларенса Брауна 1936 року.

## Сюжет
Це історична драма, коли штати боролися проти об'єднаного союзу і за власну самостійність. Все це відбувається на тлі розповіді про життя Маргарет «Пегі» О'Ніл Ітон, яка здобула популярність у роки президентства Ендрю Джексона. Історія починається ще до обрання в президенти її дядька. Дівчина є дочкою господаря готелю у Вашингтоні, де воліють зупинятися політики. Вона чудово навчена і вільно висловлює свої політичні уподобання.
Але ці ж самі політичні переконання змушують її відмовитися від великого кохання свого життя — Джона Рендольфа, сенатора штату Вірджинія, який був політичним опонентом її дядька Джексона. Після її поспішного шлюбу з морським офіцером, який закінчується для неї статусом вдови, Пегі, за порадою свого дядька, виходить заміж за закоханого в неї сенатора і військового міністра Ітона, який підтримував політику президента. Тим часом вона стає свого роду неофіційною першою леді президента Джексона, оскільки дружина президента Рейчел вмирає, перед тим як її чоловік зайняв таку відповідальну посаду.

## У ролях
- Джоан Кроуфорд — Маргарет «Пегі» О'Ніл Ітон
- Роберт Тейлор — «Бов» Тімберлейк
- Лайонел Беррімор — Ендрю Джексон
- Франшо Тоун — Джон Ітон
- Мелвін Дуґлас — Джон Рендольф
- Джеймс Стюарт — «Роуді» Доу
- Елісон Скіпуорт — місіс Бейлл
- Бьюла Бонді — Рейчел Джексон
- Луї Келгерн — Сандерленд
- Мелвілл Купер — Катберт
- Сідні Толер — Деніель Вебстер
- Джин Локгарт — майор Вільям О'Ніл